# 杉しっぽ
杉 しっぽ（すぎ しっぽ、9月6日 - ）は、日本の漫画家。女性。埼玉県出身。血液型はB型。『芋けんぴは恋を呼ぶ』などの作品で知られている。2024年から『偏食吸血鬼はおあずけ中』を連載している。

## 来歴
2005年、日本マンガ塾に入塾。
初めて小学館の『Sho-Comi』漫画アカデミアへ投稿した「カンナ!」で準入選を受賞。その後、同じく漫画アカデミアへ数回投稿し、「デートの掟」で準入選、「バンソーコーとお兄ちゃん」で佳作を受賞。
2008年に『Sho-Comi』増刊10月15日号にて掲載された「鈴子の部屋」でデビュー。
当初は読み切りのみで発表された「冷え性男子攻略法」がヒット。2009年、同作品をリメイクしたもので、デビューから僅か1年足らずで初連載を果たし、同年に同作品でデビューFC（コミックス）も発売された。
2010年、「アフロと呼ばないで」で初の4コマギャグ漫画を連載。同年『Sho-Comi』内の企画、「突撃!!コミッ娘チャンネル」を隔号で約2年間連載。
2012年、杉しっぽにとってギャグ漫画・第2作目となる「マンガのお仕事!!!!」の連載開始。

## 作品リスト

### 連載作品
- 冷え性男子攻略法（『Sho-Comi』2009年14号 - 同年16号）
- アフロと呼ばないで（『Sho-Comi』2010年6号[6] - 同年8号） - ギャグ漫画[6]
- マンガのお仕事!!!!（『Sho-Comi』2012年7号[7] - 2014年10号） - エッセイ漫画[7]
  - 続 マンガのお仕事!!!!（『Sho-Comi』2016年15号[8] - 23号） - エッセイ漫画[8]
  - 続 マンガのお仕事!!!! 2（『Sho-Comi』2017年1号[9] - 24号）※隔刊連載、エッセイ漫画[9]
- 嘘つき王子のカレカノごっこ（『Sho-Comi』2013年21号[3] - 23号）
- だって…我慢できないっ（>_<）（『Sho-Comi』2014年19号 - 21号[10]）
- 恋する♥ヴァンパイア another story 〜首筋に甘いキス〜（原案：鈴木舞、『Sho-Comi』増刊2015年4月15日号、『Sho-Comi』2015年4月5日号）
- まめはペットで、美少女で。（『マンガワン』2016年1月7日 - 6月15日更新分）
- みそのさんのしょっぱい妄想（『＆フラワー』2017年11号 - 31号）※不定期連載、エッセイ風漫画[要出典]
- 松しっぽDXの毎日気にしてナイト!（『Sho-Comi』2018年2号 - 8号） - エッセイ風漫画[要出典]
- クズとケモ耳（『＆フラワー』2018年11号[2] - 2021年40号→『Sho-ComiX』2022年2月14日号[11] - 2024年6月15日号[12]、『Sho-Comi』増刊2018年6月15日号、『Sho-Comi』2020年23号[13]）※不定期連載
- 帝国軍人の花狂い（『＆フラワー』2021年44号[14] - 2024年4号）※不定期連載
- 偏食吸血鬼はおあずけ中（『Sho-ComiX』2024年10月15日号[4] - ）

### 読み切り作品
- 鈴子の部屋（『Sho-Comi』増刊2008年10月15日号[2]） - デビュー作[2]
- 恋せよ生徒会長（『Sho-Comi』増刊2008年12月15日号）
- 冷え性男子攻略法（『Sho-Comi』2009年3・4合併号） - 本誌初掲載作[要出典]
- 先輩!暗闇ではオレを呼べ（『Sho-Comi』増刊2009年4月15日号）
- 宇宙人的♥LOVE革命（『Sho-Comi』2009年8号）
- ウソつきは、恋のはじまり。（『Sho-Comi』2009年11号） - 初カラー扉絵作[要出典]
- ただ今初恋演技中（『Sho-Comi』増刊2009年10月15日号）
- ふつつかものですが（『Sho-Comi』2009年19号）
- ガラス美人（『Sho-Comi』増刊2009年12月15日号）
- 芋けんぴは恋を呼ぶ（『Sho-Comi』2010年2号）
- 隠れてた恋心（『Sho-Comi』増刊2010年2月14日号）
- 内緒の図書室（『Sho-Comi』増刊2010年6月15日号）
- 夢中なのはだあれ?（『Sho-Comi』増刊2010年8月15日号）
- 番犬ときどき狼（『Sho-Comi』2010年23号）
- いじめられっ娘（『Sho-Comi』増刊2011年2月14日号）
- 白衣の天使ニ〜ナ（『Sho-Comi』2011年6号）
- 幼なじみの賞味期限（『Sho-Comi』増刊2011年6月15日号）
- ダメな私でいいですか?（『Sho-Comi』2011年10号）
- アニマル♥パニック（『Sho-Comi』増刊2011年8月15日号）
- 甘えて♥ニャンニャン（『いじめられっ娘』収録、描きおろし作品）
- プールの誘惑（『Sho-Comi』増刊2011年10月15日号）
- コイ以上シツレン未満（『Sho-Comi』増刊2011年12月15日号）
- お兄ちゃんの恋人（『Sho-Comi』増刊2012年2月14日号）
- こう見えて、イタチ男子です（『獣だもの』収録、描きおろし作品）
- 命令しちゃお!（『Sho-Comi』増刊2012年6月15日号）
- 下唇のファーストキス（『Sho-Comi』2012年15号）
- ポニーテールの理由（『Sho-Comi』2012年18号別冊付録「Love Song Comics」[15]）- フレンチ・キスの楽曲「ロマンス・プライバシー」を題材とした作品[15]
- 屈辱♥カテキョ!!（『Sho-Comi』2012年23号）
- 君の甘さにムネヤケ注意♥（『Sho-Comi』増刊2012年12月15日号）
- 妄愛♥アイドル!!（『Sho-Comi』2013年3・4合併号）
- はしたないオンナノコ♥（『Sho-Comi』増刊2013年2月14日号）
- 女教師は16歳。（『Sho-Comi』増刊2013年4月15日号）
- 吸愛VAMP!!（『Sho-Comi』増刊2013年6月15日号）
- ネコミミはやめられないっ☆（『Sho-Comi』2013年10号）
- アイドルが毎晩部屋に侵入してくる。（『Sho-Comi』2013年13号）
- 無理矢理♥ウェディング（『Sho-Comi』増刊2013年8月15日号）
- おあずけ執事♥（『Sho-Comi』2014年3・4合併号）
- SPに片想い♥（『Sho-Comi』増刊2014年2月14日号）
- 年下男子♥シェアハウス（2014年『Sho-Comi』本誌8号別冊付録）
- セキララボイス（『Sho-Comi』2014年12号）
- 夢見がちHONEY（『ニコラ』2014年9月号別冊付録）
- スキって言えない両想い。（『Sho-Comi』2014年17号）
- 中2病HOLIC♡（『Sho-Comi』2014年23号）
- キミの初めては、俺のモノ。（『Sho-Comi』増刊2015年2月14日号）
- 王子様はお姫様。（『Sho-Comi』2015年15号）
- 愛犬と、初夜。（『Sho-Comi』増刊2015年8月15日号）
- オトナな恋し・た・い♥（『Sho-Comi』増刊2015年10月15日号）
- 心もカラダもカレのもの!?（『Sho-Comi』2015年22号）
- 僕をえらんで!! お嬢様♥（『Sho-Comi』増刊2015年12月15日号）
- 神様と姫はじめっ♥（『Sho-Comi』2016年1号）
- 初めてだけど、やめないでっ（>_<）!!（『Sho-Comi』増刊2016年2月14日号）
- タイトル不明（『Sho-Comi』2016年14号付録「キケンでアツイ 初体験BOOK」[16]）
- ご寵愛、ひとりじめっ！（『Sho-Comi』増刊2016年10月15日号）
- プラチナ彼氏（『Sho-Comi』増刊2017年2月14日号）
- ビューティーダーリン（『Sho-Comi』増刊2017年4月15日号）
- ファーストキスはチョコの味（『Sho-Comi』増刊2017年8月15日号）
- 女子攻めっ!（『＆フラワー』2017年35号）
- メンズMONMON（『Sho-Comi』増刊2018年2月14日号）
- タロー君はおあずけ中（『Sho-Comi』増刊2018年8月15日号）
- 魔女の弟（『＆フラワー』2020年40号）

#### 番外編
- いじめられっ娘 番外編 甘えてｖニャンニャン（『いじめられっ娘』描きおろし作品）
- マンガのお仕事!!!!プロローグ（2012年『Sho-Comi』本誌7号）
- お兄ちゃんの恋人 番外編 家庭内恋愛のルール♥（『お兄ちゃんのコイビト』描きおろし作品）
- お兄ちゃんは辛抱中（2012年『Sho-Comi』増刊8月15日号）
- 無理矢理♥ウェディング～番外編～鬼嫁上等!!（『無理矢理♥ウェディング』描きおろし作品）
- 嘘つき王子のカレカノごっこ～番外編～スーパーわんわん豆蔵!!（『嘘つき王子のカレカノごっこ』描きおろし作品）
- 二人の体が逆になったら （『だって…我慢できないっ（>_<）』描きおろし作品）
- 恋する♥ヴァンパイア another story 〜もしも哲が吸血鬼でキイラが人間だったら〜（『恋する♥ヴァンパイア』描きおろし作品）

### 書籍
- 『冷え性男子攻略法』
- 『いじめられっ娘』
- 『お兄ちゃんのコイビト』
- 『屈辱カテキョ!!』
- 『無理矢理ウエディング』
- 『嘘つき王子のカレカノごっこ』
- 『年下男子 シェアハウス』
- 『だって…我慢できない』
- 『恋するヴァンパイア』
- 『愛し上手なカレシたち〜24時間溺愛中!!〜』
- 『まめはペットで、美少女で。』
- 『クズとケモ耳』（全12巻）

#### オムニバス作品
- 『獣だもの』
  - 「こう見えて、イタチ男子です」収録

## 出演
- 天才てれびくんMAX（NHK教育テレビ、2010年1月26日[17]）